# Jack Conway
Hugh Ryan (Jack) Conway (Graceville, 17 juli 1887 – Pacific Palisades, 11 oktober 1952) was een Amerikaans regisseur.

## Levensloop
Conway begon zijn carrière als toneelacteur, voordat hij in 1907 zijn eerste filmrol speelde. In 1913 ging hij aan de slag als regisseur. Hij verwierf al vlug faam als een vakman met ervaring in vrijwel alle genres. Vanaf 1925 stond hij onder contract bij de filmmaatschappij MGM. Met Alias Jimmy Valentine (1928) draaide hij onder meer de eerste geluidsfilm van de studio. Hij nam daarnaast de regie op zich van prestigeprojecten als Viva Villa! (1934) en A Tale of Two Cities (1935). Hij besloot zijn loopbaan met de komedie Julia Misbehaves (1948). Conway was een vertrouweling van filmproducent Louis B. Mayer.

## Filmografie
- 1915: The Penitentes
- 1916: The Silent Battle
- 1916: The Beckoning Trail
- 1916: The Social Buccaneer
- 1916: The Measure of a Man
- 1916: The Mainspring
- 1916: Judgment of the Guilty
- 1917: Her Soul's Inspiration
- 1917: Polly Redhead
- 1917: A Jewel in Pawn
- 1917: Come Through
- 1917: The Little Orphan
- 1917: The Charmer
- 1917: Bond of Fear
- 1917: Because of a Woman
- 1918: Little Red Decides
- 1918: Her Decision
- 1918: You Can't Believe Everything
- 1918: Desert Law
- 1918: A Diplomatic Mission
- 1919: Lombardi, Ltd.
- 1920: Riders of the Dawn
- 1920: The Dwelling Place of Light
- 1920: The Money Changers
- 1920: The U.P. Trail
- 1921: The Spenders
- 1921: The Servant in the House
- 1921: The Lure of the Orient
- 1921: The Kiss
- 1921: The Rage of Paris
- 1921: A Daughter of the Law
- 1921: The Millionaire
- 1922: Across the Dead-Line
- 1922: Step on It!
- 1922: Don't Shoot
- 1922: The Long Chance
- 1922: Another Man's Shoes
- 1923: The Prisoner
- 1923: Quicksands
- 1923: Trimmed in Scarlet
- 1923: What Wives Want
- 1923: Sawdust
- 1923: Lucretia Lombard
- 1924: The Trouble Shooter
- 1924: The Heart Buster
- 1924: The Roughneck
- 1925: The Hunted Woman
- 1925: The Only Thing
- 1925: Soul Mates
- 1926: Brown of Harvard
- 1927: The Understanding Heart
- 1927: Twelve Miles Out
- 1928: Bringing Up Father
- 1928: The Smart Set
- 1928: While the City Sleeps
- 1928: Alias Jimmy Valentine
- 1929: Our Modern Maidens
- 1929: Untamed
- 1930: They Learned About Women
- 1930: The Unholy Three
- 1930: New Moon
- 1931: The Easiest Way
- 1931: Just a Gigolo
- 1932: Arsène Lupin
- 1932: But the Flesh Is Weak
- 1932: Red-Headed Woman
- 1933: Hell Below
- 1933: The Nuisance
- 1933: The Solitaire Man
- 1934: Viva Villa!
- 1934: The Girl from Missouri
- 1934: The Gay Bride
- 1935: One New York Night
- 1935: A Tale of Two Cities
- 1936: Libeled Lady
- 1937: Saratoga
- 1938: A Yank at Oxford
- 1938: Too Hot to Handle
- 1939: Lady of the Tropics
- 1939: Let Freedom Ring
- 1940: Boom Town
- 1941: Love Crazy
- 1941: Honky Tonk
- 1942: Crossroads
- 1943: Assignment in Brittany
- 1944: Dragon Seed
- 1947: High Barbaree
- 1947: The Hucksters
- 1948: Julia Misbehaves